# Combate naval de Arica
El combate naval de Arica fue una acción bélica ocurrida el 27 de febrero de 1880, en el marco de la Guerra del Pacífico. Enfrentó a parte de la escuadra chilena que bloqueaba el puerto de Arica con las baterías costeras peruanas y el monitor Manco Cápac. Aunque breve, la escaramuza formó parte de los esfuerzos chilenos por debilitar la defensa del puerto, uno de los últimos enclaves peruanos en el sur.

## Antecedentes
Luego del desembarco y combate de Pisagua el 2 de noviembre de 1879 y de asegurado el territorio de Departamento de Tarapacá con la excepción de Arica y Tacna, el mando chileno había dispuesto el bloqueo del puerto de Arica para evitar el aprovisionamiento marítimo del ejército peruano. En Arica estaba el contraalmirante Lizardo Montero, comandante general del 1.º Ejército peruano del sur.
En este contexto, el monitor Huáscar, capturado en el combate naval de Angamos el 8 de octubre de 1879, era parte de los buques chilenos que mantenían el bloqueo hacia fines de febrero de 1880. El Huáscar había sido comisionado a El Callao en diciembre de 1879 y estaba al mando del capitán de corbeta Guillermo Peña. Tras 5 días de cruzar frente a El Callao, viajó a Mollendo a entablar el bloqueo de ese puerto el 30 de diciembre. En esas circunstancias se nombra como nuevo comandante del buque al capitán de fragata Manuel Thomson, que hasta entonces se desempeñaba como comandante del Amazonas. Bajo el mando de Peña, el Huáscar había presentado fallas en sus máquinas.
El 24 de febrero de 1880, el Huáscar llegó a Arica a relevar en el bloqueo del puerto al blindado Cochrane, que debía trasladarse a Pisagua para limpieza de sus fondos. El comando del bloqueo lo asumiría el capitán Thomson, pues el capitán de navío Juan José Latorre, de mayor antigüedad, era comandante del Cochrane. Como buque auxiliar del bloqueo estaba la cañonera Magallanes al mando del capitán de fragata Carlos Condell.

## Fuerzas enfrentadas

### Naves chilenas

#### Monitor Huáscar

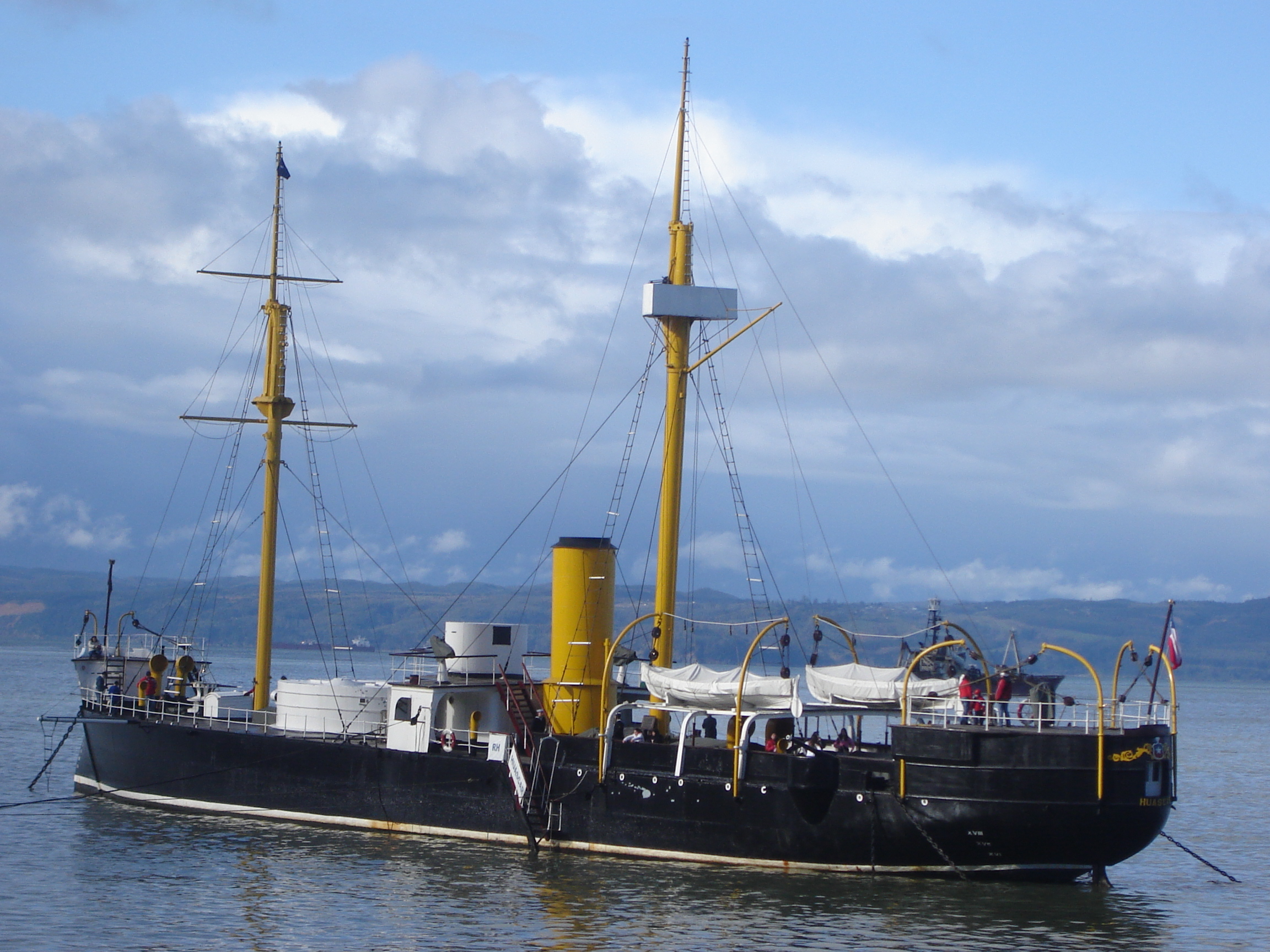
El Huáscar, buque-museo en la base naval de Talcahuano.

El Huáscar, es un buque blindado de 1.745 t de desplazamiento construido en 1865. Cuenta con un blindaje de 114,3 mm de espesor en el casco y su armamento principal estaba constituido, en esa época, por dos cañones de avancarga Armstrong de 300 lb ubicados en una torre giratoria blindada. Bajo bandera chilena, se le agregó artillería moderna: dos cañones Armstrong de retrocarga de 40 lb con alcance de 7000 m, uno en el alcázar de estribor y otro en el alcázar de babor y un cañón de tiro rápido Hotchkiss de 1 lb. También tenía una ametralladora Gatling de 11 mm (0.44 in) en la cofa del palo mayor. Su sistema de propulsión era con una hélice, siendo capaz de alcanzar una velocidad máxima, el día del combate, de 8 kn. Estaba al mando del capitán de fragata Manuel Thomson, que era Comandante del bloqueo.

### Cañonera Magallanes

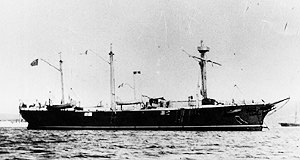
Cañonera Magallanes.

La Magallanes tenía casco de acero y madera de 60,2 m de eslora que desplazaba 950 t. Su armamento estaba constituido por 1 cañón rayado Armstrong de 7 in en la línea de crujía, uno de 64 lbs en popa y 2 de cañones rayados de retrocarga de 20 lbs. Su sistema de propulsión era mixto, a vapor con doble hélice y vela siendo capaz de alcanzar una velocidad máxima de 10,5 kn. Estaba al mando del capitán de fragata Carlos Condell.

### Fuerzas peruanas

#### Defensas de Arica
Las baterías de Arica y se dividían en las de tierra (no defendían al puerto), las del norte y las del morro. El jefe de la plaza de Arica era el capitán de navío Camilo Carrillo.
Las baterías del Morro, situadas al sur del puerto en el morro de Arica eran:
- Batería Alta: 1 Vavasseur de 250 lb, 2 Parrott de 100 lb y 2 Voruz de 70 lb.
- Batería Baja: 4 Voruz de 70 lb.

Las baterías del Norte, al mando del coronel Arnaldo Panizo, estaban situadas en la playa al norte del puerto eran:
- Batería 2 de Mayo: 1 Vavasseur de 250 lb.
- Batería Santa Rosa: a la orilla sur del río San José, 1 Vavasseur de 250 lb.
- Batería San José: en la playa del mismo nombre, a la orilla norte del río San José, 2 Parrott de 150 lb.

#### Monitor Manco Cápac
El Manco Cápac era un monitor de 2100 t de desplazamiento. Su blindaje era de 127 mm y de 254 mm en la torre giratoria, que llevaba 2 cañones Dahlgren de 500 lb. Tenía asignado la lancha boliviana Sorata, que era utilizada para patrullaje nocturno. Su sistema de propulsión era con una hélice, siendo capaz de alcanzar una velocidad máxima, el día del combate, de 3,5 kn. Estaba al mando del capitán de fragata José Sánchez Lagomarsino, y como voluntario Juan Guillermo More. 

## El combate
Lo cierto es que más que un combate, se trata de tres acciones que ocurrieron el día 27 de febrero de 1880.

### Combate con los fuertes
A las 8:30 a. m., el Huáscar se acercó a la costa, cerca de la isla del Alacrán, para hacer un reconocimiento del estado de los fuertes que defendían el puerto de Arica. Producto de esta aproximación, las defensas peruanas del morro de Arica, al mando del coronel Arnaldo Panizo, abren fuego contra el Huáscar, a los que se une el monitor Manco Cápac. Por el lado chileno entra también en combate la cañonera Magallanes, que al inicio estaba a 6 millas al norte del puerto, produciéndose un intercambio de disparos que se prolonga hasta las 9:20 a. m. Producto de este cañoneo, el Huáscar recibe 3 impactos sin consecuencias.

### Ataque al tren de suministros y segundo combate con los fuertes
A las 11:00, los vigías de las naves chilenas avistan un tren proveniente de Tacna dirigiéndose a Arica, por lo que por segunda vez el Huáscar y la Magallanes se acercan a la costa para cañonear ese convoy. Nuevamente se traba combate con las defensas peruanas, incluyendo a las baterías situadas en la playa. El Huáscar recibe un impacto directo que estalló junto al cañón del alcázar de babor, matando a 8 sirvientes y dejando heridos a otros 12. Entre las bajas mortales, estaba el aspirante Eulogio Goycolea y el marinero Luis Segundo Ugarte, que era uno de los marinos de la Esmeralda que intentó abordar el Huáscar en el combate del 21 de mayo en Iquique. Herido resultó el segundo comandante del Huáscar, teniente 1° Emilio Valverde y el teniente 2° Tomás Pérez. Otra granada de los fuertes dio en el palo trinquete, causándole severos daños. El Huáscar se retiró y junto con la Magallanes, tomó su posición habitual en el bloqueo.

### Combate del Huáscar con el Manco Cápac

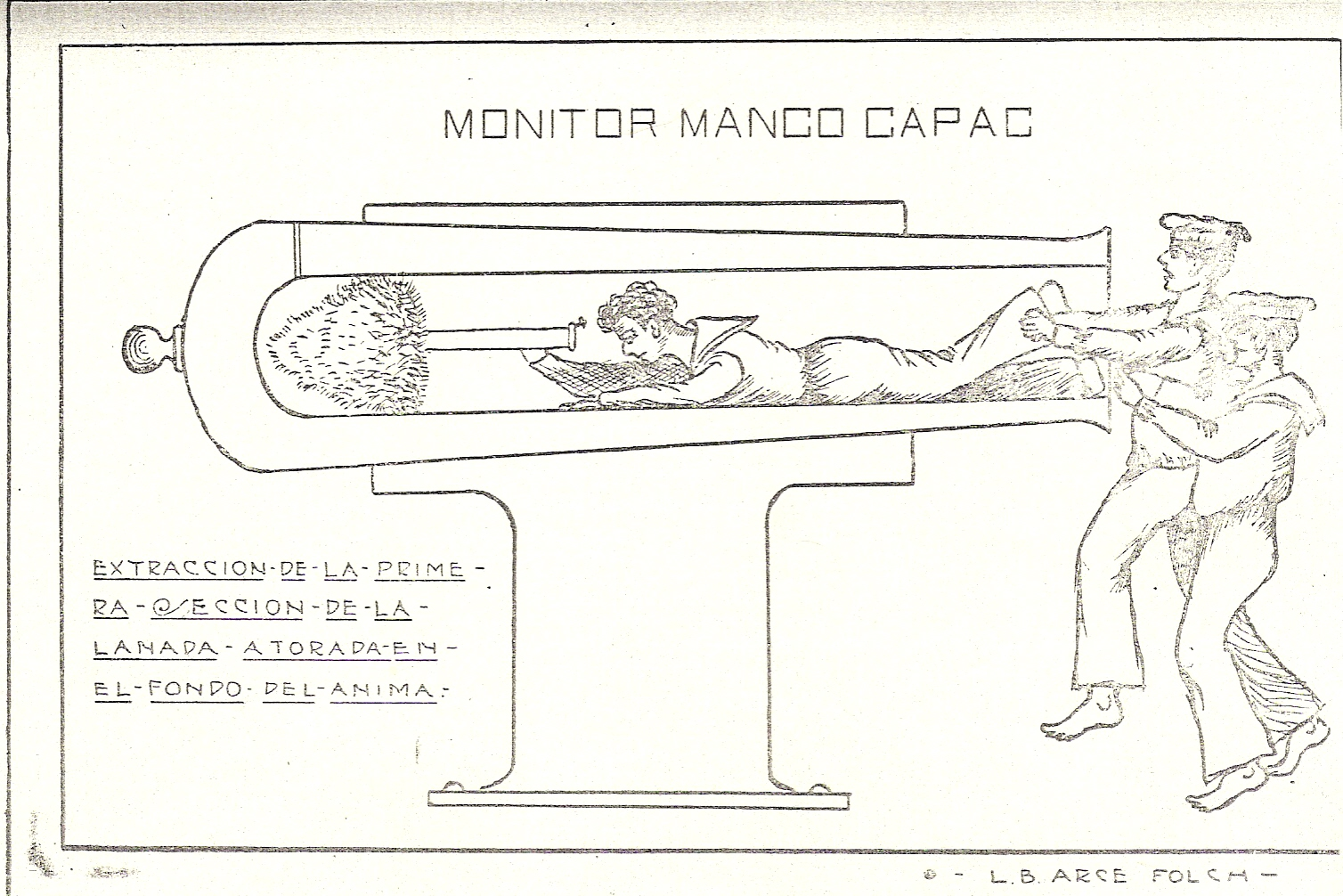
Dibujo que muestra como se extrajo la lanada del cañón Dahlgren del monitor Manco Cápac, realizado por Luis B. Arce y Folch, que era guardiamarina en el monitor durante el combate.

A eso de las 1:00 p. m., el monitor Manco Cápac, al mando del capitán de fragata José Sánchez Lagomarsino, levanta presión y sale de la bahía a la 1:15 p. m. en dirección al Huáscar. Entre la tripulación del monitor peruano, estaba el capitán de navío Juan Guillermo More, que acudió como voluntario.
Una hora después, el comandante Thomson ordena atacar al monitor peruano sin consecuencias iniciales dada la distancia, 3200 m. A las 2:30 p. m., cuando el Manco Cápac estaba a 1800 m, recién abre los fuegos. Al disminuir el fuego del Manco Cápac, debido a que en uno de sus dos cañones se quedó atascada la lanada, Thomson decide espolonearlo por estribor, pero al observar que por ese lado había una lancha, que se pensó era torpedera, decide virar para atacarlo por babor, por lo que ordena plena potencia a la máquina, que no responde, de modo que la maniobra se hace muy lentamente y en el rango de tiro la batería de 500 libras del buque peruano. En ese momento, la falla de la máquina es total y el Huáscar queda inmovilizado a 50 m del Manco Cápac, que no desperdicia la oportunidad y tira sobre seguro. Así, un proyectil del Manco Cápac impacta de lleno en el pecho del comandante Thomson que se encontraba en toldilla, pulverizándolo. El tiro además derribó el palo de la mesana y destruyó el código de señales. En el intertanto los ingenieros lograban poner la máquina en funcionamiento, por lo que el teniente Valverde retira el barco de la línea de fuego y el capitán José Sánchez Lagomarsino ordena el regreso del Manco Cápac al puerto a las 3:30 p. m., donde fondea a las 4:30 p. m., con lo que culmina el llamado combate naval de Arica.
El capitán Condell asumió el mando del Huáscar y el comando accidental del bloqueo, y envía a la Magallanes a avisar de la muerte de Thomson a Ilo, donde estaba el comandante general de la Escuadra, contraalmirante Galvarino Riveros Cárdenas y el ministro de Guerra y Marina en Campaña, Rafael Sotomayor.

## Resultados
Las baterías peruanas, al mando del coronel Arnaldo Panizo hicieron: 193 tiros las baterías del Morro y 40 tiros los fuertes del Norte. El monitor Manco Cápac realizó solo 17 tiros.
El blindado chileno Huáscar disparó 29 granadas comunes de a 300 libras, 6 granadas Palliser de a 300 libras, 81 granadas de a 40 libras, 180 balas del cañón de tiro rápido Hotchkiss, 398 tiros de la ametralladora Gatling y 355 tiros de fusil. La cañonera chilena Magallanes disparó 24 granadas comunes de a 115 libras, 7 granadas Palliser de a 115 libras, 1 bala sólida de 115 libras, 31 granadas comunes de 64 libras, 3 granadas de segmento de 64 libras, 1 shrapnel de 64 libras y 1 granada común de 20 libras.
Todas las bajas chilenas fueron de la tripulación del Huáscar, menos un marinero que era de la Magallanes. Muchos proyectiles cayeron en la población, lo que ocasionó la muerte de 5 civiles e hirió a otros 11, entre los primeros se encontraba Adrián Roseto, niño de ocho años, y entre los segundos otros dos infantes. Las bajas militares peruanas se limitaron a 3 soldados muertos y cuatro heridos entre estos un capitán.

## Epílogo

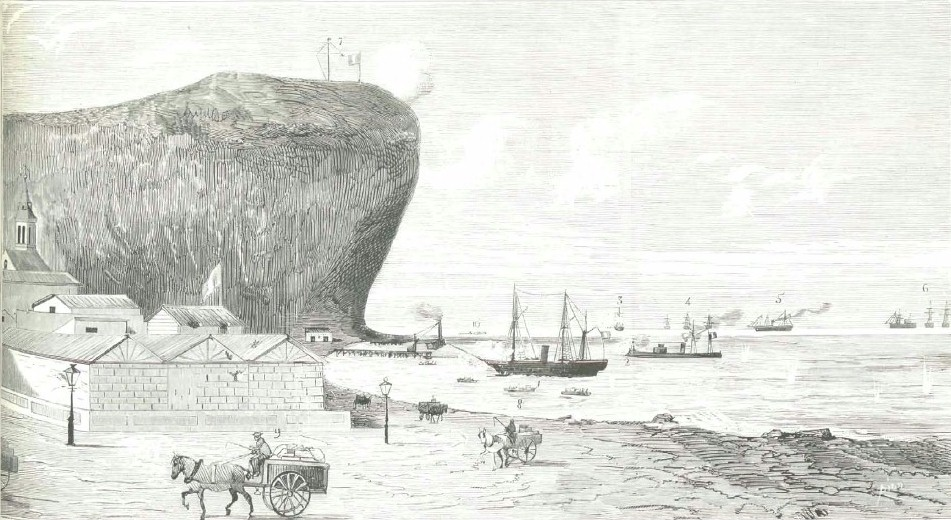
Arica (Perú), la corbeta "Unión" fuerza el bloqueo del puerto.

El contraalmirante Riveros, al enterarse el 28 de febrero de la muerte del capitán Thomson, rápidamente se dirigió a Arica con el blindado Blanco Encalada, los transportes artillados Angamos e Itata, y la lancha torpedera Janequeo, viajando en el convoy el ministro Rafael Sotomayor. El Itata llevó los cadáveres y los heridos a Pisagua. 
Sotomayor ordena el 29 de febrero de 1880 el bombardeo de Arica, aprovechando que el Angamos y el Huáscar llevan cañones de largo alcance, que el permiten bombardear sin que puedan ser tocados por las defensas peruanas. Ese mismo día, el Huáscar hizo 35 tiros y el Angamos, 15, a una distancia entre 5 mil y 6 mil metros, mientras las defensas de Arica hicieron 3 tiros el morro y 2 tiros las baterías del norte, sin realizar más disparos porque los tiros quedaban cortos, pues su alcance máximo era de 4 mil metros. 
Los bombardeos continuaron los días siguientes. El Huáscar y el Angamos hicieron 19 tiros el 1 de marzo, 5 el 2 de marzo, 18 el 3 de marzo, 21 el 4 de marzo, 9 el 5 de marzo y 6 el 6 de marzo, último día del bombardeo. Las defensas peruanas respondieron solo con 4 tiros el 4 de marzo y 2 el 5 de marzo. El 17 de marzo la corbeta Unión fuerza el bloqueo.
Los bombardeos no fueron eficaces, tanto por la gran distancia desde que se ejecutaba como porque los proyectiles cónicos atravesaban sin encontrar resistencia ni estallar las endebles construcciones de la costa del Perú. La única molestia fue que el ejército peruano se retiró a las lomas inmediatas.